# Однажды во времени
«Глава третья: Однажды во времени» (англ. Chapter Three: Once, Upon Time) — третья серия тринадцатого сезона британского телесериала «Доктор Кто» и третья часть шестисерийной истории «Поток», занимающей весь сезон. Премьера состоялась 14 ноября 2021 года на канале BBC One. Сценарий серии написал главный сценарист и исполнительный продюсер Крис Чибнелл, режиссёр серии — Азхур Салим.
Роль Тринадцатого Доктора исполнена актрисой Джоди Уиттакер, в ролях спутников Ясмин Хан и Дэна Льюиса — Мандип Гилл и Джон Бишоп соответственно.

## Сюжет
Человечество на грани вымирания. Большинство остающихся планет под контролем далеков, киберлюдей и сонтаранцев. В храме Атропос на планете Время Доктор прыгает во временной шторм и препятствует Рою, пряча Дэна, Яс и Виндера в их прошлом.
Дэн находится на свидании с Дианой, пока не появляется голограмма Доктора и Диану не похищает Пассажир, спутник Роя. Яс разговаривает с напарницей-полицейской и пытается научить сестру видеоигре, но вместо этого встречает Доктора и плачущего ангела, попавшего во временной поток Яс. Виндер против своей воли вновь переживает службу диктатору Великому Змею и ссылку на далёкий аванпост за попытку обличить деяния Змея. При этом он видит Яс в качестве своего начальника и голограмму Доктора. На борту аванпоста Виндер записывает видеопослание.
Бел, выжившая в Потоке, проскальзывает мимо далеков в лес, находит оружие и корабль лупари и сбегает в сектор киберлюдей. Она убивает отряд киберлюдей, попавших на корабль, и признаётся одному из них, что ищет свою любовь. Бел находит видеообращение своего партнёра Виндера и успокаивает своего ещё не родившегося ребёнка.
В своём временном потоке Доктор обнаруживает воспоминания Доктора-беглеца о том, как она и три других сотрудника Дивизиона, включая Карванисту (в воспоминаниях в облике Дэна, Яс и Виндера), нападают на храм Атропос, который находится под контролем Роя и Лазури. У них есть Пассажиры, сущности, каждая из которых может вмещать в себе сотни тысяч пленников. Доктор-беглец втайне спрятала среди них шесть сильных жрецов-мойр и выпускает их наружу.
Покинув воспоминание, Доктор находит жрецов и призывает их вернуться в храм. Они отделяют Доктора от её воспоминаний, защищая от эффектов временного шторма. Доктора далее попрекает Аусок, таинственная личность, заявив, что миссия Доктора тщетна. Аусок раскрывает, что Поток был создан намеренно и в этом вина Доктора.
Доктор возвращается с Яс, Дэном и Виндером в настоящее. Лазурь говорит: они знали, что предпримет Доктор, и привели её в Атропос нарочно. Рой показывает, что Диана заперта в Пассажире. Доктор и Виндер обещают Дэну, что вернут её, перед тем как Рой, Лазурь и Пассажир покидают храм. С помощью ТАРДИС Доктор возвращает Виндера на разорённую родную планету и даёт устройство для связи. Доктор и спутники покидают планету, но из телефона Яс вылезает плачущий ангел и начинает управлять ТАРДИС.

## Производство

### Разработка
Серия написана главным сценаристом и исполнительным продюсером сезона Крисом Чибнеллом.

### Актёрский состав
Сезон стал третьим для Джоди Уиттакер в роли Тринадцатого Доктора, а также Мандип Гилл в роли Ясмин Хан. Джон Бишоп присоединился к команде в роли нового спутника Дэна Льюиса. В серии также сыграл Крейг Паркинсон. Джо Мартин вернулась к роли Доктора-беглеца, ранее сыграв роль в сериях «Беглец джудунов» и «Вечные дети». Её возвращение оставалось в тайне до премьеры серии.

### Съёмки
Азхур Салим стал режиссёром второго блока, состоящего из третьей, пятой и шестой серий сезона. Первоначально съёмки сезона должны были начаться в сентябре 2020 года, но в итоге из-за пандемии COVID-19 начались в ноябре 2020 года.

## Показ и критика
| Агрегированные оценки            | Агрегированные оценки |
| Источник                         | Рейтинг               |
| -------------------------------- | --------------------- |
| Rotten Tomatoes (Tomatometer)    | 78 %                  |
| Rotten Tomatoes (средняя оценка) | 7,2/10                |
| Оценки критиков                  |                       |
| Источник                         | Рейтинг               |
| Radio Times                      | [ 11 ]                |
| The A.V. Club                    | B                     |
| The Independent                  | [ 13 ]                |
| The Telegraph                    | [ 14 ]                |

### Показ
Премьера серии состоялась 14 ноября 2021 года. Представляет собой третью серию истории из шести частей под названием «Поток», занимающей весь 13-й сезон. На американском канале BBC America и канадском канале CTV Sci-Fi Channel серия вышла вечером по местному времени в тот же день. На австралийском канале ABC 2 серия вышла вечером 15 ноября. Премьера на русском языке состоялась в тот же день на стриминговом сервисе КиноПоиск HD.

### Рейтинги
Премьеру серии на BBC One посмотрело 3,76 миллиона зрителей, став четвёртой по просмотрам программой дня. Индекс оценки серии составил 76 из 100. За семь дней количество зрителей возросло до 4,67 миллионов, и серия стала пятой по просмотрам в Великобритании программой дня и шестой программой недели на BBC One. Показ серии на BBC America посмотрело 337 тысяч зрителей.

### Критика
На сайте-агрегаторе критики Rotten Tomatoes 78 % из 9 критиков дали серии положительную оценку, и средний рейтинг составил 7,2 из 10. Обозреватель «Radio Times» Патрик Малкерн заявил, что серия была «одной из самых головокружительных и откровенно запутанных серий „Доктора Кто“». Исобель Льюис из «The Independent» высказала схожее мнение, назвав серию «бессмысленной путаницей», но отметила «подающие надежды моменты» и «ошеломительные сюжетные линии». Тем временем, Майкл Хоган из «The Telegraph», напротив, высказался, что конечной целью была сама «дезориентирующая» серия и что она была «набита угощениями для поклонников».